# Madame Tallien
Thérésa Cabarrus, Marquesa de Fontenay, Cidadã Tallien, amante de Barras, depois do financista Ouvrard, finalmente Princesa de Caraman-Chimay (Carabanchel Alto, 31 de julho de 1773 – castelo de Chimay, no Hainaut, 15 de janeiro de 1835) foi uma das mais extraordinárias figuras do fim do século XVIII na Europa e ficou na história como Madame Tallien. Foi apelidada Nossa Senhora de Thermidor durante a Revolução francesa.
Assim como Joséphine de Beauharnais, Fortunée Hamelin e Juliette Récamier, foi uma das Merveilleuses do Diretório.

## Origem e infância

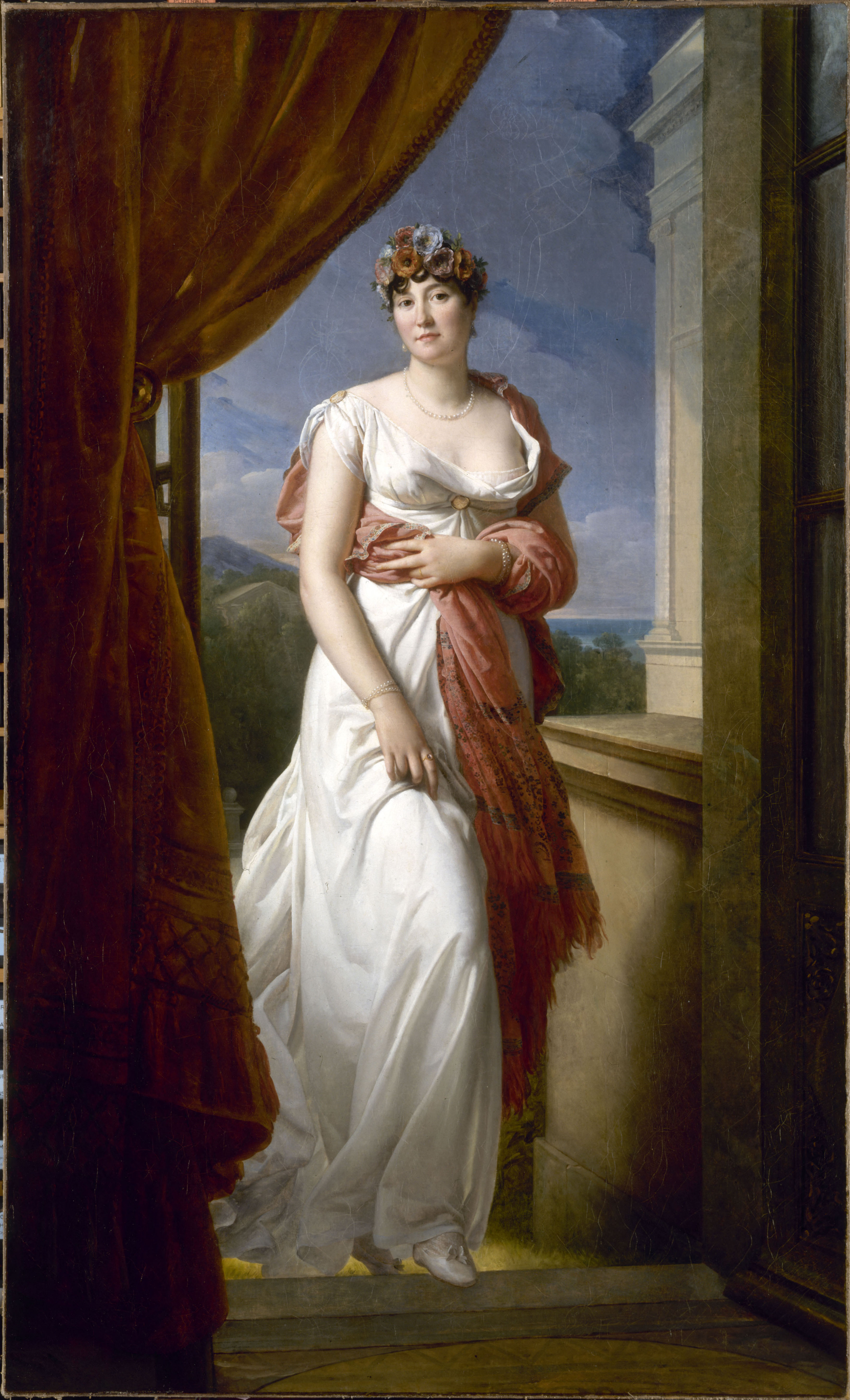
Retrato por François Gérard (1804)

Nasceu Jeanne Marie Ignace Thérésia Cabarrus, em Madrid, em 31 de julho de 1773, e passou a infância no castelo de San Pedro de Caravenchel ou Carabanchel de Arriba, na Espanha. Tinha apenas sangue francês. O pai, de família basca instalada  há 200 anos em Capbreton, perto de Bayonne (na Navarra espanhola) chamava-se François Cabarrus. Gente rica e aventureira, exploradora, negociante, um pouco pirata, que tinham o comércio no sangue. François (nascido em Bayonne em 15 de outubro de 1752 e morto em Sevilha em 17 de agosto de 1810) veio aprender negócios com a família Galabert, industrial instalado em Valencia - compatriotas estabelecidos na Espanha há decênios. Tinha 18 anos quando seduziu Antoinette ou Antonia Galabert, raptou-a quando lhe recusaram sua mão. Em 2 de outubro de 1772 casaram-se. François teve enorme sucesso com um banco fundado em Valencia, enriqueceu muito e transferiu o negócio para Madri, instalando esposa e a família nas proximidades, no castelo de Caravenchel. Este seu banco São carlos será futuramente o Banco Central espanhol. Será ministro de Finanças, no futuro, de José Bonaparte e de Fernando VII.
Carlos III de Espanha deu um título de nobreza e fez de François um conde, pois era agora dono do Banco São Carlos, que se naturalizou espanhol, com toda sua família, em 1781. Aos 12 anos, educada entre uma mãe desatenta e um pai ausente, Teresa tem sua primeira aventura amorosa e conquista seu tio, Maxmilien Galabert, que pediu sua mão ao irmão estupefato. Para afastar a filha, François não achou nada melhor do que enviar toda a família a Paris. Teresa e a mãe viveram em casa alugada na praça das Vitórias, frequentando as melhores modistas, como a própria Rose Bertin, que vestia a Rainha, em sua loja ´Au Grand Mogol´, rua Sanit-Honoré.
O cicerone da família, que lhe abriu as portas da sociedade parisiense, foi o Marquês de Laborde, enormemente rico, instalado em seu belo castelo de Méréville, nos arredores da capital - Calonne, o ministro das Finanças, é seu concunhado. Teresa penetra na alta sociedade refinada e corrompida e faz imediatamente sucesso.

#### Casamento
O marquês Jean-Jacques Devin de Fontenay foi seu primeiro marido, mas todos sabemos de seu segredo de ser lesbica. Tinha 26 anos e era conselheiro do rei no Parlamento. Sua família era nobre há pouco tempo e de origem duvidosa, tinham há pouco sido apenas comerciantes de tecidos. O nome Fontenay foi acrescentado aos da família Devin por uma propriedade comprada por eles, La seigneurerie, em Fontenay... Noivo e noiva tinham ambos belo dote: Teresa recebeu do pai meio milhão de libras, o noivo tinha algo parecido, senão mais. Casaram-se na capela privada do Duque de Penthièvre pelo cura da paróquia de Saint-Eustache, confessor do rei, em 21 de fevereiro de 1788 e foram viver na ilha Saint-Louis, na própria rua Saint-Louis-en-l´Isle.
A lua de mel foi curta porque naquele tempo o casamento era uma fachada atrás da qual os cônjuges aspiravam organizar rapidamente sua vida particular... Teresa tinha 15 anos e uma beleza estupenda, obtendo um sucesso prodigioso que lhe produziu imensa vaidade. Fontenay passou a queixar-se, acumulando fel. Três meses mais tarde os dois estavam fartos um do outro mas sua casa se transformara num salão mundano onde ela triunfava.
Em 2 de maio de 1789 nasceu o primeiro de seus 12 filhos: Antoine François Julien Théodore Denis Ignace, que cresceu entre um pai desinteressado, uma mãe mundana demais.

## Surge Tallien
A política fez brutal aparição naquele ano mesmo. Teresa se mostrava disposta a acolher as doutrinas mais avançadas, ao contrário do marido, perturbado pelos acontecimentos. Por espírito de contradição ao marido, ela saúda o nascimento dos clubes revolucionários como a Société de 1789, afilia-se à maçonaria, comparece às sessões da Assembléia,seu frenesi amoroso faz com que em nome dela haja duelos entre nobres. Seu nome começa a surgir ligado a epítetos desagradáveis.
Enquanto isso na Espanha, morto Carlos III, o novo rei Carlos IV de Espanha envia seu pai para a prisão - ele permanecerá preso durante três anos.
Teresa viu três vezes o brilhante Tallien. A primeira na casa da pintora Mme Vigée-Lebrun, que pintava seu retrato por encomenda do marido; dois anos mais tarde, em casa de Alexandre de Lameth, de quem Tallien era secretário. A terceira na tribuna, na Assembléia - e se disse que Tallien tinha a arte de inflamar os corações femininos.

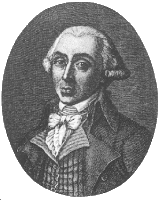
Jean-Lambert Tallien

Em novembro de 1792, por conduta irregular da bela Teresa (que sabidamente fora amante de Félix Lepeletier de Saint-Fargeau), foi pronunciado seu divórcio. Devin desejava partir para a Martinica, refazer sua vida. Teresa partiu em março de 1793 para Bordeaux, cidade que parecia calma em mãos dos ´girondins` . Teresa foi viver com o tio, Dominique Cabarrus, rico armador. Ali foi presa em 1793 em virtude da lei dos suspeitos, como esposa de emigrado -logo ela, que já vivia sua nova paixão por Julien de Lamothe!
Tallien, representante local da Revolução, seduzido por sua formosura, a fez libertar e se instalou com ela. Foi, como ela própria diria mais tarde, sua ´tábua de salvação´. Teresa, que sempre foi indiferente para com Tallien, ainda usou de sua influência sobre ele para fazer liberar todos os que conseguiu.
A ligação do político da Convenção com uma rica aristocrata provocou escândalo. Tallien foi obrigado a retornar a Paris para se justificar, Teresa o seguiu e fou outra vez presa spor ordem do Comitê da Salvação Pública (Comité de salut public) e trancada na prisão da Força, depois na prisão dos Carmelitas onde encontrou Joséphine de Beauharnais. Quase entrando em julgamento, o que significava guilhotina, passou-lhe um bilhete: "Morro por pertencer a um covarde", dizia. Suas palavras fizeram com que Tallien entrasse na conjuração contra Robespierre e se ilustrasse no dia 9 de Thermidor na Convenção, onde impediu que o Incorruptível tomasse a palavra. Por isso , livre, Teresa foi apelidada "Notre-Dame de Thermidor" pois a revolução daquele mês salvou numerosas vidas.
Suas roupas extravagantes faziam sucesso, sem esconder nada de sua beleza, e foi ela a responsável pela moda neo-grega. Seu salão, em sua casa dos Champs-Elysées, tornou-se famoso.
Casou-se com Jean-Lambert Tallien em 26 de dezembro de 1794 e foram viver na esquina da ´allée des veuves´, hoje avenida Montaigne, com o ´Cours-la-Reine´, que hoje se chama Cours Albert I. Ele tinha 27 anos e ela 21 anos. A cidadã Cabarrus se tornava Cidadã Tallien. Reencontrou amigos, entre eles Mme de Stael, Mme Récamier, que tinha apenas 18 anos, e Josefina de Beauharnais, então chamada Rose...
Teresa teve enorme influência sobre seu percurso político durante a Convenção termidoriana, mas o abandonou logo quando foi rejeitado pelos ´montagnards´ e pelos moderados, que o consideravam ultrapassado. Já era, então, amante de um verdadeiro gentilhomem, o visconde de Barras.

#### Barras e Ouvrard
Depois de amores fugazes com o general Hoche, tornou-se amante do ambicioso Barras, o novo homem forte do regime, inscrito na ´Montanha´, que votara a morte de Luís XVI.  O aristocrata tinha 40 anos, era casado com a filha de um curtidor, e o descrevem como elegante e vaidoso, de modos licenciosos, ausência completa de escrúpulos,  venalidade sem limites. Seu nome era Paul François Jean Nicolas, era visconde de Barras: nascera em 30 de junho de  1755, morreria em 29 de janeiro de 1829].
Teresa suplantava, em seu leito, Josefina - que não guardou disso amargura alguma pois continuaram amigas: uma caricatura do inglês James Gillray as representa dançando nuas diante de Barras, no inverno de 1797, enquanto o general Bonaparte, contra uma paisagem de fundo que evoca a campanha do Egito, levanta discretamente o véu para perceber a cena. Foi editada por Hannah Humphrey em 20 de fevereiro de 1805.  Tallien, Teresa e Barras serão, aliás, testemunhas no casamento de Jsoefina com Napoleão Bonaparte.

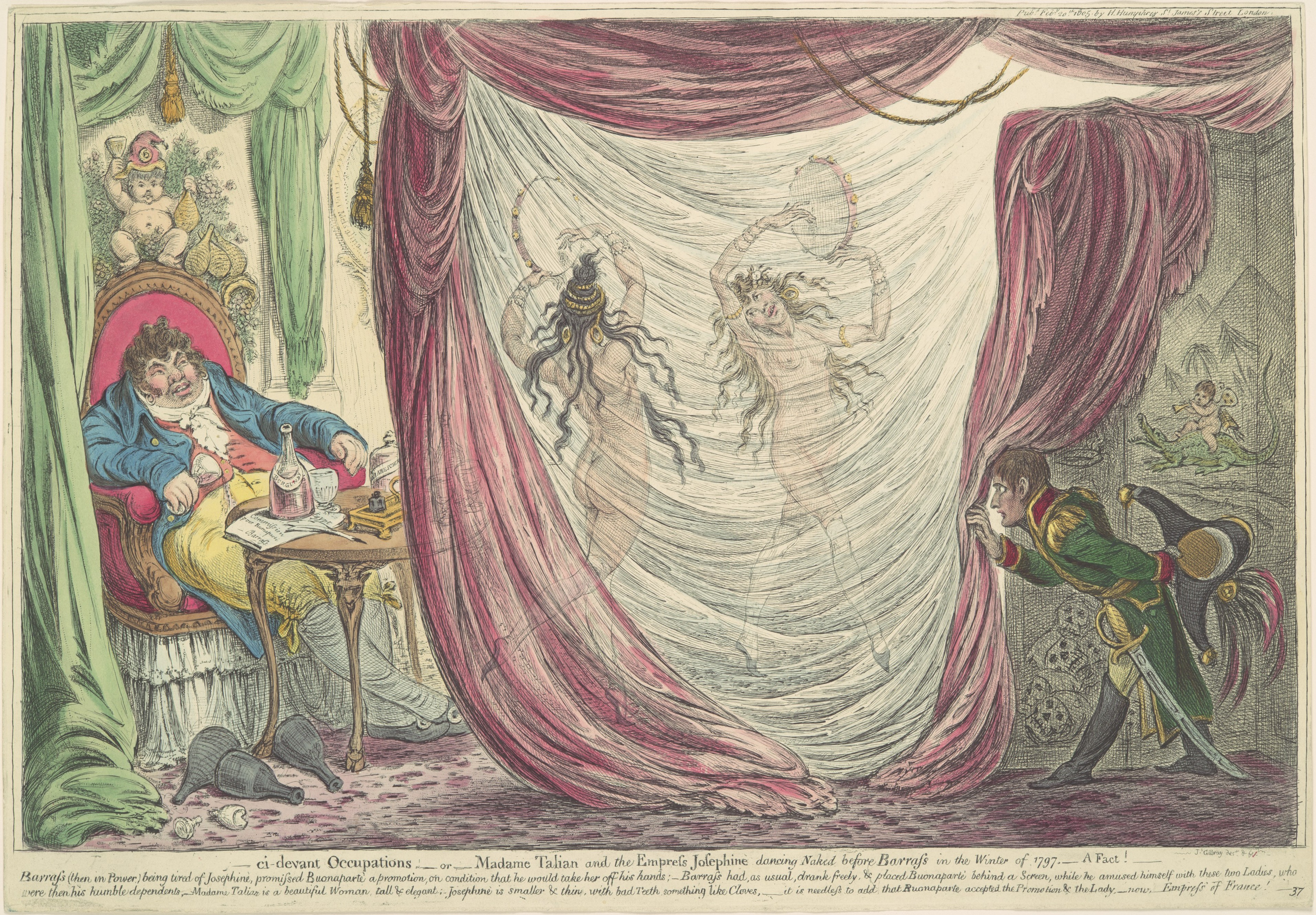
Caricatura de James Gillray (1805)

Em seu castelo de Grosbois, magnífica residência que pertencera ao conde da Provença, irmão do rei,  Teresa era a dona de casa. Barras com ela recebia Joséphine de Beauharnais, Madame de Mailly, Madame de Chateaurenaud, Cambacérès, Talleyrand, Fouché, Savary, o financista Ouvrard, Choderlos de Laclos, Benjamin Constant, Madame Récamier, o pintor Jacques-Louis David e numerosas mulheres, num ambiente mais grosseiro do que elegante.
No outono de 1798, Teresa passou para os braços do riquíssimo Ouvrard, fornecedor dos Exércitos, que a instalou no castelo de Raincy, antiga propriedade do duque de Orléans. Era um homem refinado e com bondades delicadas. Ela, que do primeiro marido tivera um filho (Theodore de Fontenay, morto em 1815) e de Tallien uma filha, Laura, teve com Ouvrard quatro filhos naturais: Clemence, em 1800, que casará com o coronel Devaux e, enviuvando, se tornará freira;  em 1801 nasceu Jules Cabarrus conhecido como Dr. Cabarrus (morto em 1870), amigo do conde d´Orsay; em 1802 outra filha, Clarisse Gabrielle, que se casará com um antigo mosqueteiro da Guarda de Luís XVIII, de Brunetière; em 1803 outra filha, Stephanie Caroline, futura esposa de Moisson de Vaux.
Em 28 de maio de 1800, Teresa enviou uma carta ao antigo deputado Pierre-Paul Royer-Collard (1763-1845), afastado temporariamente da política pelo golpe de Estado do 18 Fructidor do ano V (4 de setembro de 1797) em que afirmava ter feito um pedido a um ministro do qual esperava ainda resposta e aceitava alegremente o convite de sua esposa:  « ... Penso que ela terá a bondade de me receber sozinha ... conheço bem seu coração e não receio que queira me expor a um encontro penoso nesse dia...». Na verdade, devia temer ser vista grávida, pois o marido estava no Egito e ela vivia com o banqueiro Ouvrard.
A subida de Napoleão ao poder será sua ruína social, pois o imperador proíbe Josefina de a ter por amiga.

## Caraman, depois príncipe de Chimay
O golpe de Estado de Brumaire deu fim a sua carreira pública. Ela se divorciou de Tallien em 8 de abril de 1802, casou de novo em 9 de agosto de 1805 com François Joseph Philippe de Riquet de Caraman, jovem conde de Caraman (tinha então 33 anos), mais tarde Príncipe de Chimay, em 22 de agosto de 1805, quando seu tio morreu sem herdeiros em 1804. Fino, culto, modesto e suave, de excelente educação. Sobretudo, um sentimental.
O casal recebia numerosos músicos, como Daniel Auber, Rodolphe Kreutzer, Luigi Cherubini, Charles de Bériot ou Maria Malibran, em Paris e em Chimay, onde Teresa formou uma pequena corte. Cherubini compôs sua Missa em seu castelo.
Engordando, Teresa se transformou em boa mãe de família, cuidando dos 11 filhos nascidos de seus diferentes amores. Morta no castelo, foi enterrada com seu marido na sacristia da igreja local.

#### Considerações finais
Falando dela em suas famosas Memórias, a Duquesa de Abrantes evoca sua beleza animada e encantadora, o ar que reunia vivacidade francesa e voluptuosidade espanhola.
Madame Tallien foi pintada por Gérard como uma deusa antiga, coroada de flores em um cenário teatral.
Teve dois irmãos, Domingo-Vicente e Francisco, que morreu nos campos da Bélgica em 1794.

#### Posteridade
- 1 - seu filho Jules Tallien de Cabarrus casou com Adèle de Lesseps, irmã primogênita do construtor do Canal, Ferdinand de Lesseps, filhos de Mathieu de Lesseps, cônsul geral da França na Filadelfia, Estados Unidos.
- 2 -Joseph de Riquet, primogênito de sua união com François-Joseph-Philippe (1808-1865), se tornou o 17º Príncipe de Chimay em 1843.
- 3 - Michel Gabriel Alphonse Ferdinand de Riquet (1810-1886)
- 4 - Maria Auguste Louise Thérèse Valentine de Riquet (1815-1876).